# 松島神社 (全羅南道)
松島神社（まつしまじんじゃ）は、朝鮮全羅南道木浦府松島町（現・大韓民国全羅南道木浦市東明洞）にあった神社である。祭神は天照大神。旧社格は府供進社。

## 歴史
木浦港開港以来、同地の在留日本人は4千人に達し神社の建設が叫ばれるようになった。当時の木浦居留民団団長が発起し、1910年（明治43年）6月には神殿、拝殿、社務所の建設に着手し、特に神殿は名古屋に於いて建造したものを輸送した。同年10月には上棟し、1911年（明治44年）3月には神域に桜100株を植樹するなどして伊勢神宮から分霊の到着を待つばかりとなった。三重県知事を通して伊勢神宮に申請中であったが、神社創立委員の1人が宇治に出向き、分霊を奉戴して4月11日には木浦港に到着し、同日に遷宮式が執り行われた。4月15日に民団役所に於いて神社会が開催され、社号には木浦神社・松島神社の二つのうち神慮にて決すること等が決定され、後に社号は松島神社に決定された。6月1日には臨時大祭が執り行われ、市民多数が参拝した。
さらに暴徒鎮圧により殉職した憲兵、巡査の招魂碑を建設し、島友会から第一鳥居、7月には十八銀行支店長より花崗石灯籠一対、雑貨商組合より石像高麗狗一対の献納があった。8月には鳥取県人会より、11月には職工同盟会より石灯篭各一対の献上があった。1912年（明治45年）には府民の寄付により、神苑拡張を行い、1913年（大正2年）には桜100株の植樹を実施した。1917年（大正6年）には栽棉記念碑を建設し、木浦と棉花の関係を象徴する碑になった。1919年（大正8年）には府の規模に対して狭少となり、同年秋の鎮座十年祭に際して、外観の拡張を行った。1922年（大正11年）には神社境内を松島公園とすることに決し、1924年（大正13年）には公園内に桜50本の植栽を実施した。1936年（昭和11年）8月、府供進社に指定された。

### 例祭
1919年（大正8年）11月1日に例祭が執り行われ、初めて神輿の渡御があった。これが全羅南道初の神輿という。

### 戦後
太平洋戦争終戦後には日本から帰国した朝鮮人などが神社周辺に家を建てるようになった。神社跡地には2000年時点で民家が建っており、昔の瓦が残っていたという。神社にあった77段の階段は「七十七階段」と呼ばれ現存しており、その両側には民家が建ち並んでいる。

## 摂社

### 金刀比羅神社
木浦港の海運関係者により創建が望まれ、松島神社創建と同時に決した。松島神社創建から半年後の1911年（明治44年）9月26日に琴平神社の祭神、大物主神・崇徳天皇を勧請し、祠殿は神社内玉垣西側に建てられた。

### 稲荷神社
木浦港開港後、松島の南麓に祠を設置し崇敬されていたが、設置者が転出したことにより、有志により神社内の玉垣東側に新築。1914年（大正3年）に伏見稲荷大社より倉稲魂命・大己貴命・太田命・大宮姫命・保食命五柱の分霊を祀った。

### 蛭子神社
木浦府旭町魚市場北側に鎮座した境外社である。1915年（大正5年）2月5日に漁業者を中心とした寄付により、木浦漁業組合が西宮神社より勧請した。